# Spaghete

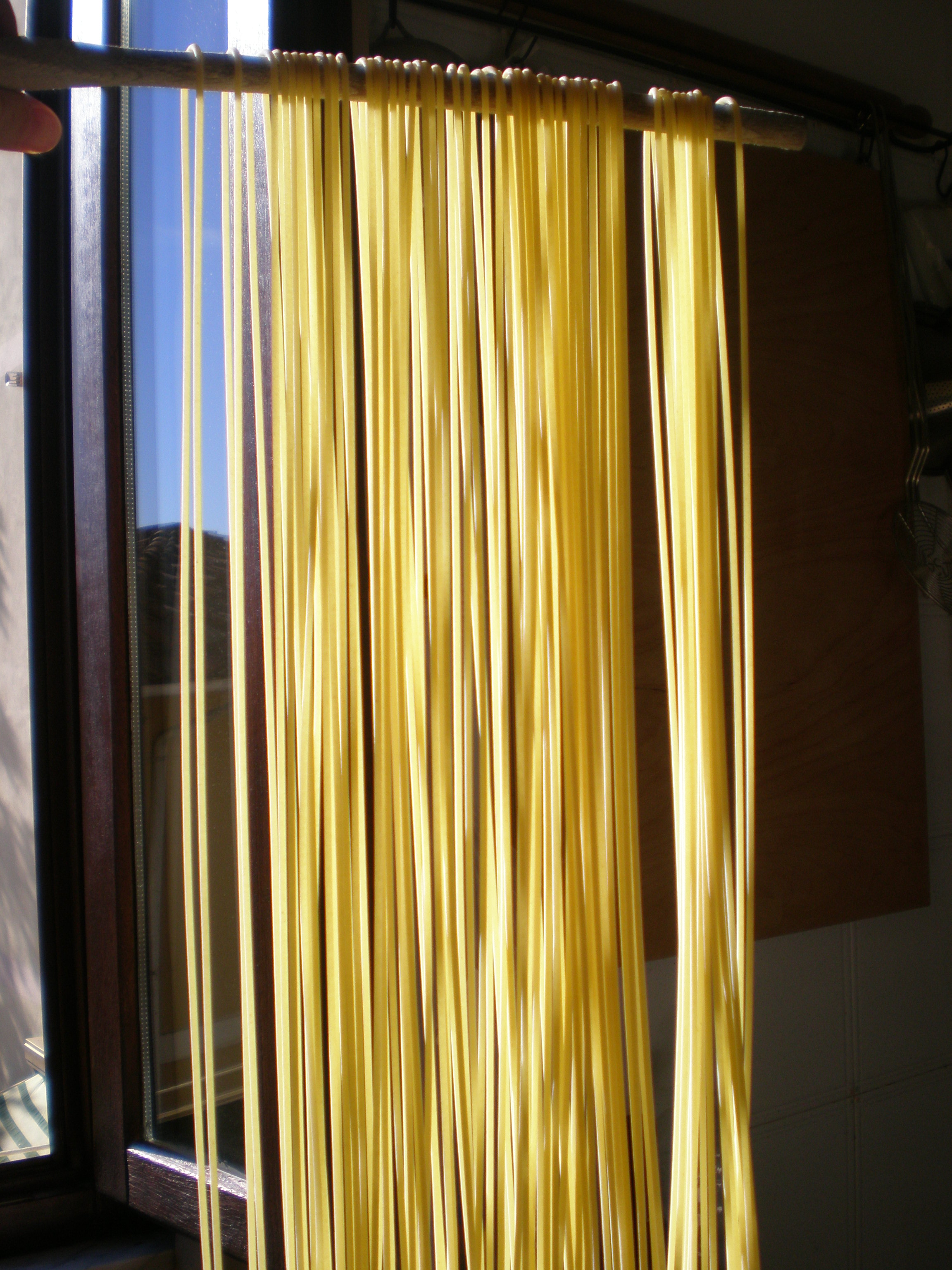
Spaghete

Spaghetele (din italianul spaghetti, /spa'get:i/) sunt paste făinoase subțiri, cu lungimi de mari dimensiuni, și cu formă cilindrică. Acestea au origine italiană.

## Origini
Paste au fost produse sub această formă încă din secolul al XII-lea, în Italia de Sud. Popularitatea lor a crescut în secolul al XIX-lea odată cu apariția fabricilor italiene care produceau paste făinoase.
În Statele Unite, în jurul secolului al XIX-lea, spaghetele erau servite în restaurante cu numele de Spaghetti Italienne, fiind preparate cu sos de tomate. Mai târziu s-a decis prepararea lor cu usturoi sau ardei. În SUA sunt populare spaghete la conservă, semi-preparate și spaghetele cu chiftele.
Furculița cu mai mulți dinți a apărut în jurul anului 1700 anume pentru a fi folosită la consumarea spaghetelor.

## Preparare

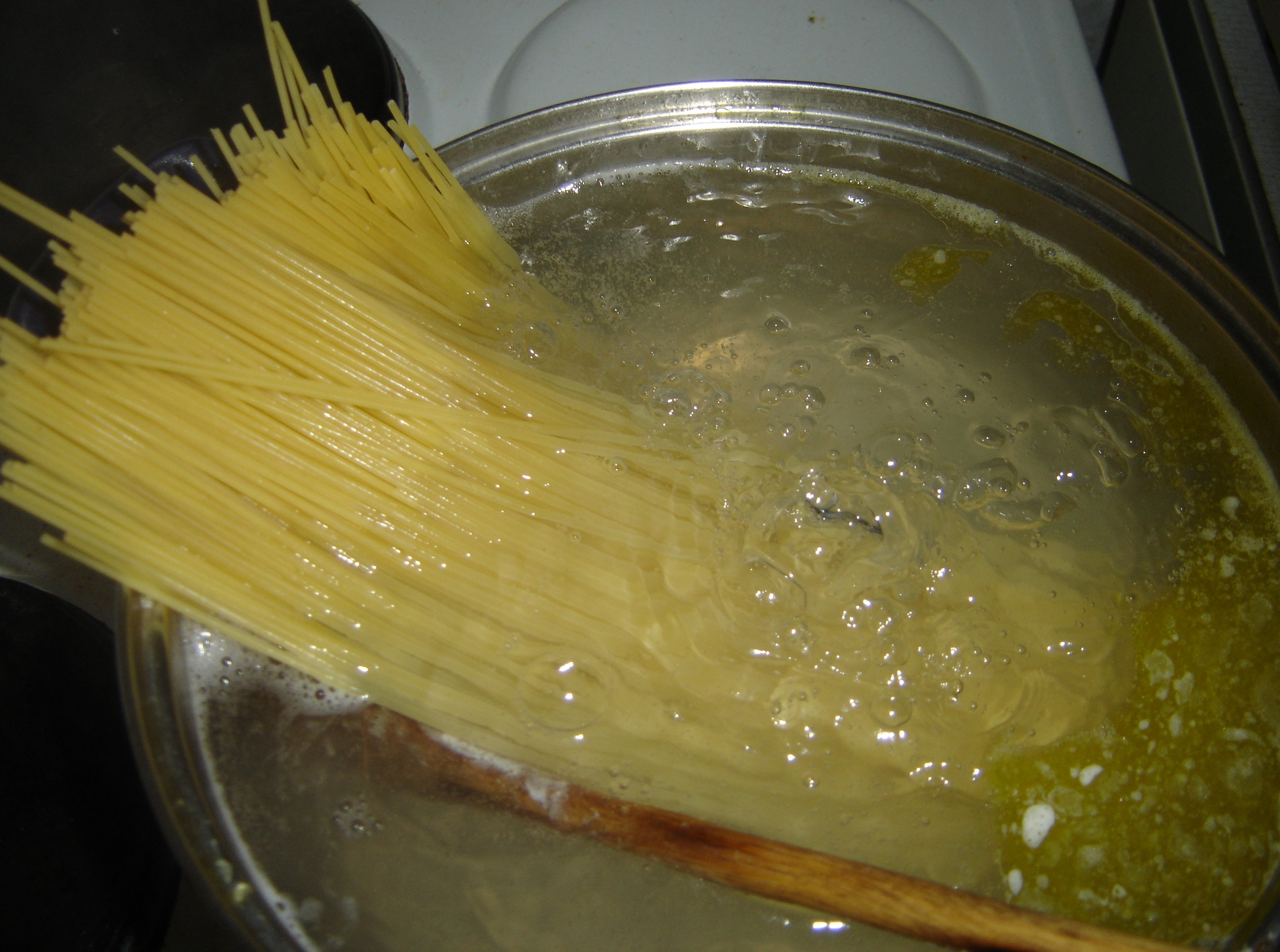
Spaghete puse la fiert într-o oală.

Spaghetele se pun la fiert într-o oală și apoi sunt strecurate. În Italia se preferă gătirea lor al dente, adică sunt fierte mai puțin decât este normal.

## Servire

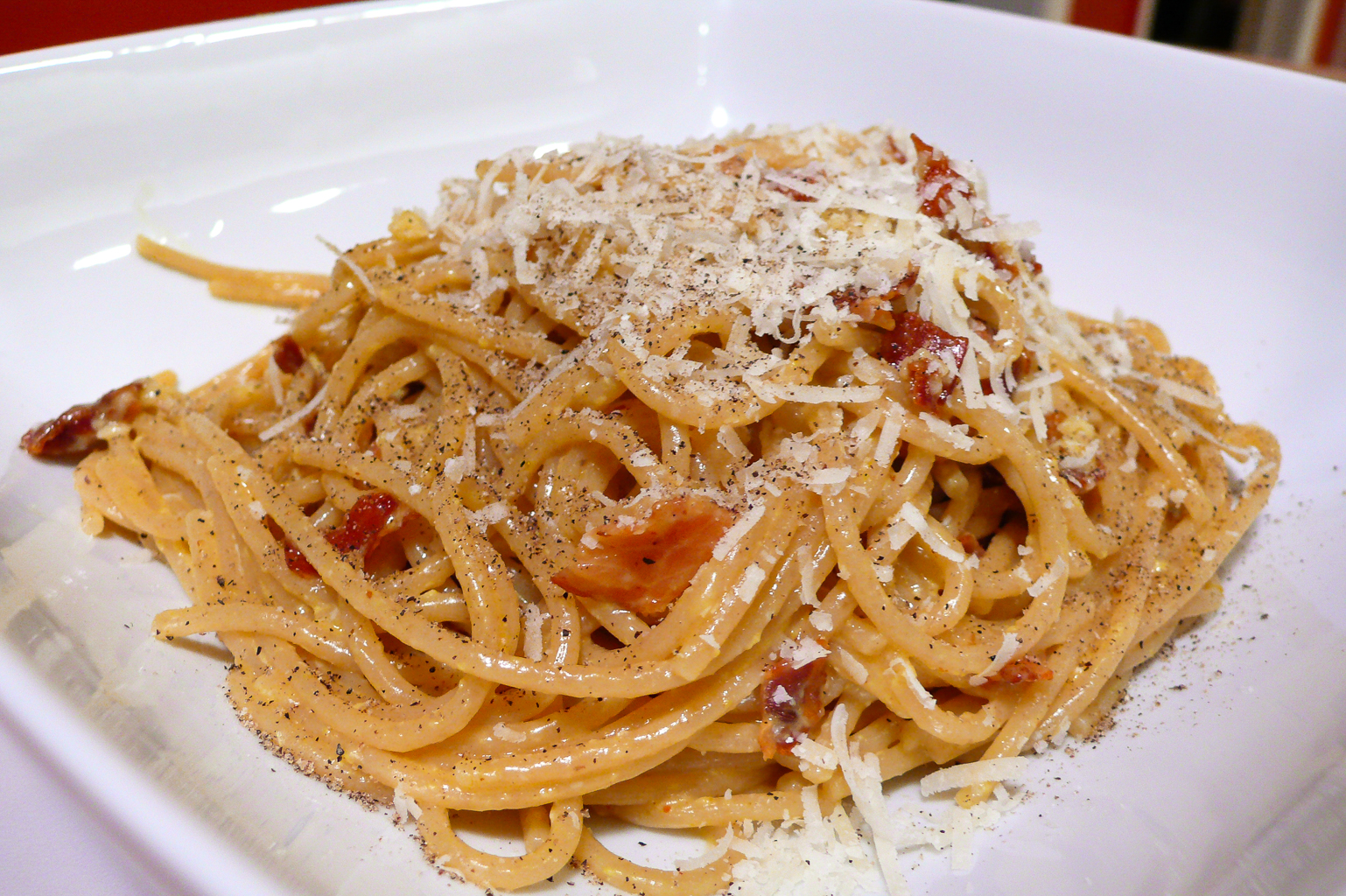
Spaghete clasice à la Carbonara.

O emblemă a bucătăriei italienești, spaghetele se servesc cu sos de tomate condimentat (în special cu oregano și busuioc), ulei de măsline, carne sau legume. Alte rețete includ sos bolognez, alfredo și carbonara. Se mai poate adăuga brânză rasă, ca Pecorino Romano, Parmezan și Grana Padano sau chili.

## Recorduri
Recordul mondial pentru cel mai mare bol de spaghete a fost stabilit în martie 2009 și apoi restabilit în martie 2010 de angajații restaurantului Buca di Beppo din Garden Grove, California. Aceștia au umplut o piscină cu 6251 kg de spaghete.